# Emil Vambera
Emil Vambera (zm. w marcu 1938 we Lwowie) – polski szermierz, olimpijczyk z Paryża.

## Kariera
Szermierkę uprawiał pod kierunkiem Antoniego Bąkowskiego. Do grudnia 1923 reprezentował barwy Lwowskiego Klubu Szermierczego. Kolejnym jego klubem był AZS Lwów. Wraz z Władysławem Sobolewskim kierował przygotowaniami polskich szermierzy do igrzysk olimpijskich w Antwerpii. Był uczestnikiem prac organizacyjnych nad utworzeniem Polskiego Związku Szermierczego. Na spotkaniu założycielskim we Lwowie 28 maja 1922 został wybrany na prezesa zarządu Polskiego Związku Szermierczego. W 1924 zakwalifikował się do drużyny olimpijskiej w Paryżu. Pełnił funkcję rezerwowego szablisty. Jednocześnie był kierownikiem ekipy. Po olimpiadzie pozostał aktywny w ruchu sportowym. Zmarł na udar serca w 1938.